# Negredo
Negredo es un municipio y localidad española de la provincia de Guadalajara, en la comunidad autónoma de Castilla-La Mancha. Ubicada en la Serranía de Guadalajara, entre el Sistema Central y el Sistema Ibérico, el origen de la localidad se remonta a la época posterior a la Reconquista, y se encuadra dentro de los pueblos del Camino Salinero de Guadalajara. Posee un paisaje característico de dehesa, ligeramente más montañosa, con densos bosques de encina acompañados por extensiones de cultivo de cereal. El término municipal tiene una población de 13 habitantes (INE 2024).

## Etimología
Una primera versión acerca de la etimología del término "Negredo" alude al color de sus montes de encina, que forman bosques de tonos verde oscuro, casi negro. Otra versión, en cambio, defiende que no es la encina, sino el enebro, o el nombre que da título a sus bosques, "enebredo", el que podría estar detrás del origen del término. 

## Geografía
Negredo se ubica en plena Serranía de Guadalajara, entre los límites del Sistema Central y el Sistema Ibérico. A una altitud de 987 m sobre el nivel del mar, el término municipal presenta una geografía de meseta surcada por colinas y montes, que forman numerosos valles en cuyo fondo descansan arroyos que, en épocas lluviosas, aparecen superficialmente. 
Al este de la localidad se extiende un denso monte de encina y enebros que comparte con los pueblos vecinos de Huérmeces, Viana, Baides y Cendejas. En su parte suroccidental, en cambio, surge un bosque de robles y paisaje de ribera, en torno al arroyo del Sargal. La parte más septentrional y noroccidental, aún de orografía ondulada, es más llana, y está en su mayor parte sembrada de campos de cultivo. 
Negredo limita con nueve localidades: Angón, Baides, Cendejas de Enmedio, Cendejas de la Torre, Cendejas del Padrastro, Huérmeces del Cerro, Pálmaces de Jadraque y Torremocha de Jadraque. Existen vías de senderismo que comunican Negredo con todas las localidades limítrofes. Se puede llegar a través de la carretera CM-101, en su desvío con la GU-156 que da acceso al pueblo.
| Noroeste: Palmaces de Jadraque | Norte: Angón                                                            | Noreste: Huérmeces      |
| Oeste: Torremocha de Jadraque  |                                                                         | Este: Viana de Jadraque |
| Suroeste                       | Sur: Cendejas del Padrastro, Cendejas de Enmedio y Cendejas de la Torre | Sureste: Baides         |

## Historia y economía
El origen de Negredo se remonta a la repoblación posterior a la época de la Reconquista, en torno a centros poblacionales como Jadraque, Sigüenza y Atienza. Fue punto intermedio en la ruta del Camino Salinero que conectaba las explotaciones salinas del río Salado con la capital, desde localidades como Imón o Santamera. La actividad salinera ha tenido una especial relevancia económica a lo largo de los siglos. Durante el reinado de Carlos III (siglo XVIII) se impulsa la modernización del sector mediante la construcción de infraestructuras como almacenes o vías de comunicación. La pertenencia a esta ruta favoreció, junto con las actividades tradicionales agrícolas y de pastoreo, el desarrollo económico de la región: una prueba de ello es la vitalidad demográfica que presentan Negredo y otras localidades del entorno. Se sabe de la presencia de negocios locales (panaderías, colmados) e incluso una pequeña industria artesana local basada en una fragua (en la actual Plaza de la Fuente), así como de la existencia de una escuela, ya en el siglo XX. 
Hacia mediados del siglo XIX, el lugar tenía contabilizada una población de 151 habitantes. La localidad aparece descrita en el decimosegundo volumen del Diccionario geográfico-estadístico-histórico de España y sus posesiones de Ultramar de Pascual Madoz de la siguiente manera:

NEGREDO: l. con ayunt. en la prov. de Guadalajara (9 leguas), part. jud. y dióc. de Sigüenza (3), aud. terr. de Madrid (19), c. g. de Castilla la Nueva. sit. en punto elevado con libre ventilacion y clima propenso á tercianas. Tiene 38 casas: la consistorial; una posada; escuela de instruccion primaria; una. igl. parr. (Sta. María Magdalena); una erm. (La Soledad), y un cementerio contiguo á la parr. térm.: confina con los de Angon, Huermeces, Pedrastro y Torremocha; dentro de él se encuentran tres fuentes dé buenas aguas. El terreno es de inferior calidad y poco productivo. caminos: los locales y la carretera de Madrid á Logroño. correo: se recibe y despacha en la estafeta de Jadraque. prod.: cereales y pastos, con los que se mantiene ganado lanar y cabrio; hay caza de conejos y liebres. ind.: la agrícola. comercio: esportacion de algun ganado y lana, é impartacion de los art. que faltan. pobl.: 38 vec., 151 alm. cap. prod.: 616,225 rs. imp.: 49,300. contr.: 3,536.
(Madoz, 1849, p. 148)

El desarrollo de la industria con apoyo estatal durante la época de Primo de Rivera intentó revitalizar las regiones del interior, surgiendo pequeñas fábricas en localidades cercanas como Matillas, Jadraque o Sigüenza. Sin embargo, a partir de 1950, el estancamiento o incluso declive económico de zonas del interior peninsular, junto con la industrialización de los grandes centros urbanos, marcaron el inicio de un éxodo rural que afectó significativamente a Negredo, con un vertiginoso descenso de su población hasta la actualidad. Esto lo ha convertido en un ejemplo más de tantos pueblos de la "España vaciada", con demografía negativa y elevado envejecimiento. No obstante, aún perduran las actividades agrarias tradicionales, con una fuerte presencia de pastoreo ovino y la existencia de pequeños productores apícolas.

## Demografía
Negredo cuenta con una población de 13 habitantes (INE 2024).
| Gráfica de evolución demográfica de Negredo entre 1842 y 2021                                                       |
| |
| Población de derecho según los censos de población del INE Población de hecho según los censos de población del INE |

## Administración
| Periodo   | Nombre                 | Partido |
| --------- | ---------------------- | ------- |
| 2007-2011 | Vicente Magro Serrano  | PSOE    |
| 2011-2015 | Mario Antonio Lafarga  | PP      |
| 2015-2019 | Mario Antonio Lafarga  | PP      |
| 2019-2023 | Guillermo Ortega Ortiz | PP      |
| 2023-act. | Guillermo Ortega Ortiz | AEN     |

### Evolución de la deuda viva
El concepto de deuda viva contempla solo las deudas con cajas y bancos relativas a créditos financieros, valores de renta fija y préstamos o créditos transferidos a terceros, excluyéndose, por tanto, la deuda comercial.

Entre los años 2008 y 2022 este Ayuntamiento no ha tenido deuda viva.

## Flora y fauna
La formación vegetal característica en Negredo es el encinar, que en combinación con el enebro dan un color verde oscuro perpetuo al monte colindante. El sotobosque suele estar constituido por arbustos como aliagas (Genista scorpius) o rosales silvestres (Rosa canina), y viene completado por abundantes grupos de espliego (Lavandula angustifolia), tomillo (Thymus) o ajedrea (Satureja montana). Otras especies presentes son la lechetrezna (Euphorbia helioscopia), la jara (Cistus) o el espino (Crataegus). Además, al suroeste de la localidad se da una espesa formación de robles (Quercus faginea) que con la caída de su follaje contrasta con el carácter perenne de los bosques de encina. 
La fauna incluye grandes especies como el corzo (Capreolus capreolus) o el jabalí (Sus scrofa), y mamíferos como conejos (Oryctolagus cuniculus), zorros (Vulpes vulpes) o hurones (Mustela putorius furo). En cuanto a las aves, es común avistar perdices rojas (Alectoris rufa), abejarucos (Merops apiaster), golondrinas (Hirundo rustica), rapaces como águilas y halcones, y carroñeras como el buitre (existiendo buitreras tanto en el término municipal como, especialmente, en Huérmeces, Angón o Pálmaces).

## Patrimonio histórico-artístico

### Ermita de la Soledad
Pequeña capilla renacentista de finales del siglo XVIII (construida aproximadamente en 1790). De planta rectangular, con portada consistente en dos arcos de medio punto. El edificio permaneció abandonado durante años, motivo por el cual desde 2018 se vienen realizando trabajos de rehabilitación en la fachada y portada. En 2022 está prevista la construcción de un techado a cuatro aguas, respetando el diseño original, con la colaboración económica de la asociación ADEL Sierra Norte de Guadalajara.

### Iglesia de Santa María Magdalena
Templo de origen románico erigido en el siglo XII, con nave central de planta rectangular, dos naves laterales adosadas en su fachada sur y un campanario de dos arcos en su parte occidental. Destaca el doble acceso a su patio lateral, presidido por dos arcos de medio punto, que dan paso a su entrada principal, portada románica sencilla. El interior presenta una cubierta abovedada en su nave central; presbiterio y altar mayor están ambos custodiados por un sagrario rodeado de retablos con diversas pinturas y figuras de estilo barroco. Este altar tuvo que ser reformado tras la guerra civil española. También ha experimentado mejoras en parte de la fachada o el campanario. La fuente anexa a su lateral oriental da nombre a la Plaza de la Fuente que la alberga.

### Cabañas de pastores
Por todo el término municipal se pueden encontrar, a lo largo de caminos y senderos u ocultos entre encinas, varias cabañas construidas en piedra y tradicionalmente levantadas por pastores, quienes allí encontraban refugio. Las cabañas suelen adquirir forma de iglú: las piedras se iban amontonando unas sobre otras a partir de una planta circular que iba cerrándose a medida que adquiría altura, dejando un pequeño acceso lateral. Algunas de estas cabañas de pastores han sido recientemente recuperadas por los vecinos de la localidad. Se puede ver un ejemplar de estas construcciones en el sendero que parte desde Negredo hacia Viana-Baides.

### Lavaderos y fuentes
El antiguo lavadero se ubica al final de la calle Campo Santo, cercana al cementerio. Los dos caños de su fuente abastecen un pilón que desemboca en un lavadero cubierto por un techado. Además, hay varias fuentes tanto dentro del pueblo como en los senderos y sus alrededores. Entre estas fuentes se pueden nombrar La Canaliega, la Fuente Santa, la Fuente de la Plaza, la Fuente del Monte, Valdepelayo o la Fuente Miguel. Algunas de ellas brotan agua de manera permanente; otras sólo lo hacen en época de lluvias.

## Fiestas tradicionales
Las fiestas patronales de Negredo se celebran los días 11 y 12 de agosto en honor a San Benito (Benito de Nursia, Patrón de Europa). Antiguamente festejadas durante el mes de septiembre, la mayor afluencia de vecinos en el mes de agosto motivó el cambio de fecha, manteniéndose no obstante los días 11 y 12 originales. 
Resulta tradicional la celebración de una misa y posterior procesión, en la que se exhibe la figura del Santo patrón. Es muy común la realización de una subasta durante los días principales entre los vecinos del municipio, en la que se puja por artículos aportados por los mismos participantes. La programación de las fiestas usualmente incluye actividades como bailes, música nocturna, comida popular, concursos, juegos y otros eventos.

## La Dehesa
El paisaje de la Dehesa (arroyo del Sargal o del Prado) es uno de los entornos más atractivos de Negredo. La ruta, de apenas 6,0 km de longitud, transcurre a través de un bosque de robles, encinas y chopos, repleto de fauna y flora local. Resulta especialmente recomendable en la estación de otoño, cuando las copas de los árboles tiñen los campos de colores amarillos, rojos, pardos y ocres que, junto al verde perpetuo de las encinas y algunas hojas aún invictas, otorgan a este conjunto una belleza incomparable.
El camino se puede realizar comenzando desde el Barranco del Tejar, sin embargo la senda a veces se pierde y hay que bajar un tramo intuyendo el recorrido. En sentido contrario, es posible salir desde la senda de los almendros, que parte del altillo en la carretera de Negredo, y realizar la ruta hasta las ruinas en la unión del arroyo del Matinal con el arroyo del Sargal, para volver por el mismo camino. En cualquier caso, el arroyo del Sargal continúa sin pérdida, dirección sur, hasta encontrarse con la carretera de Torremocha. 

## Merendero de Negredo
Existe una zona habilitada para merienda y descanso, con una fuente y dos espacios para realizar barbacoas. Además, dispone de varias mesas a la sombra de varios árboles. Se localiza siguiendo el camino que sale hacia el este al término de Calle Real Alta, a unos 250 metros de ese punto. 